# KIC 9832227
KIC 9832227ははくちょう座の方向にある接触連星で、地球からは約1,940光年離れている。また、ほぼ11時間周期で変光する食変光星でもある。

## 特徴
2017年、KIC 9832227の2つの恒星が2022.2±0.6年に恒星合体を起こして、約1ヶ月に渡って見かけの等級が2等級にもなる高輝度赤色新星を起こすことが予測された。2つの恒星が合体することにより、より高温で規模が大きな、新たな主系列星が形成されるとされている。
KIC 9832227の変光周期は2013年以来、短くなっていることが知られており、これからも周期が徐々に短くなっていき、最終的に2つの恒星が合体するという予測がなされた。これは、2008年にさそり座V1309星系で発生した新星と同じプロセスで、大量のエネルギーを放出し、後にRomuald Tylenda率いる研究チームによって、この新星が恒星の合体により生じたものであることが判明した。しかし、Tylendaの研究チームの天文学者は、新星が発生する時期を求めるのに十分な正確性を持っていない可能性があるモデルに基づいているため、KIC 9832227の予測の信頼性を疑問視している。このような恒星合体を引き起こす物理的な仕組みはまだ解明されておらず、KIC 9832227の研究において大きな焦点となっている。
2018年9月、元の予測がデータセットの1つである、12時間の相殺されるタイミングに基づいていることが示された。これは、公転周期が実際には2008年頃までに増加していることを示している。周期が変動する原因はまだ分かっていないが、予測された時期に連星系が合体する可能性は低いとされている。
これとは別に、2つの恒星の周囲を590±8日で公転している3番目の恒星の存在が確認されており、少なくとも太陽の0.11倍の質量を持つとされている。